# Dag Wetterberg
Dag Lennart Wetterberg, född 5 juli 1965 i Ärentuna, är en svensk advokat och grundare av Dag Wetterberg Advokatbyrå AB. Han har tidigare varit partner på Magnusson advokatbyrå, chefsjurist vid Bonnierförlagen AB och verksamhetschef vid upphovsmannaorganisationen ALIS - Administration av Litterära Rättigheter i Sverige.
Dag Wetterberg är författare till boken Medierätt - en handbok och tillsammans med Monica Wendleby, medförfattare till Dataskyddsförordningen GDPR. Förstå och tillämpa i praktiken.